# Jílovský potok
Der Jílovský potok (deutsch: Eulabach, auch Eulaer Bach) ist ein linker Zufluss zur Elbe in Tschechien.
Der Bach entspringt im Übergangsgebiet von Erzgebirge und Böhmischer Schweiz. Seine Quelle befindet sich nördlich des Dorfes Nakléřov (Nollendorf) unweit des bekannten Nollendorfer Passes (Nakléřovský průsmyk) in einer Höhe von 711 m ü. NN. Von dort fließt er in östlicher Richtung am Fuß der Böhmischen Schweiz in Richtung Děčín (Tetschen), wo er nach einer Lauflänge von 21,15 km in die Elbe mündet. Die Mündung befindet sich nahe der Pastyrska stena (Schäferwand) in einer Höhe von 122 m ü. NN. Das Einzugsgebiet des Jílovský potok umfasst 76,16 km², seine durchschnittliche Wasserführung beträgt 0,71 m³/s.
Die größten Siedlungen im Tal des Flusses sind Libouchec (Königswald), Jílové u Děčína (Eulau) und Děčín. Ab Libouchec nimmt das Tal die Verkehrswege der Fernstraße 13 Teplice (Teplitz) - Děčín sowie der Eisenbahnlinie Krupka (Graupen) - Děčín auf. Von den zahlreichen Brücken über den Jílovský potok ist insbesondere die in Děčín befindliche Schafsbrücke (Ovčí můstek) bemerkenswert, die Günter von Bünau 1561 errichten ließ.